# Колычёв, Григорий Андреевич Большой Нос
Григорий Андреевич Большой Нос Колычов (ум. после 1521) — новгородский помещик, воевода на службе у Московского князя Василия III, третий из четырёх сыновей Андрея Андреевича Колычёва. Большим назван в отличие от старшего брата Григория Андреевича Меньшого. Также имел прозвище «Нос».

## Биография
Происходил из знатного знатного боярского рода Колычёвых. Упоминается в разрядах в 1515—1521 годах.
В 1515 году Григорий Большой был вторым воеводой на Мещере.
В 1517 году Григорий Большой в Мещере же командовал полком правой руки.
В 1519 и 1521 годах Григорий Большой был городовым воеводой в Мещере у служилого царевича Ак-Девлета.
В 1520-х годах Григорий Большой был наместником в Ивангороде.
Григорий Большой с братьями владел поместьями в Новгородской земле.

## Брак и дети
Имя жены Григория неизвестно. Дети:
- Иван
- Ксения (ум. после 1543); муж: князь Дмитрий Иванович Ромодановский[4]